# 金维加
金维加（1964年11月—），男，汉族，安徽明光人，中华人民共和国政治人物。

## 生平
1985年5月加入中国共产党，1985年7月参加工作，中央党校研究生学历。1985年7月，毕业于安徽师范大学政教专业。历任安徽省定远县委常委、组织部长，定远县委副书记，来安县县长，来安县委书记。2015年1月，任安徽省天长市委书记，同年6月，被中组部授予“全国优秀县委书记”称号。2016年1月，升任滁州市政协副主席、天长市委书记。2017年12月，转任安徽省卫生和计划生育委员会副主任。
2018年11月，任新组建的安徽省医疗保障局局长、党组书记。2023年1月，任安徽省政协教科卫体委员会副主任。